# Cockerton
Cockerton är en stadsdel i Darlington, i kommunen Borough of Darlington, i grevskapet Durham, i England. Stadsdelen hade 6 325 invånare år 2021. Cockerton var en civil parish 1866–1915 när blev den en del av Darlington och Archdeacon Newton. Civil parish hade 1 099 invånare år 1911.